# Torre dei Rossi d'Oltrarno
La Torre dei Rossi d'Oltrarno  è un'antica torre di Firenze, situata nel quartiere Oltrarno, all'incrocio tra via de' Bardi e via de' Guicciardini, a pochi passi dal ponte Vecchio. La torre, messa maggiormente in luce dopo le distruzioni del 1944, si trovava vicino a una distrutta torre degli Ubriachi (detta anche "di Parte Guelfa"), con cui è stata spesso confusa. 

## Storia e descrizione
La torre, che si erge al centro degli edifici moderni che attualmente costituiscono l'angolo, è da individuare quale emergenza di quello che un tempo era il palazzo della famiglia guelfa dei Rossi d'Oltrarno, con fronte principale in piazza Santa Felicita 1. 
La sua prossimità con il corridoio Vasariano e un'errata lettura delle vicende legate alle ricostruzioni a seguito delle distruzioni provocate dall'esercito tedesco in ritirata nell'agosto del 1944 avevano portato a confondere questa struttura superstite con quella che era la torre di Parte Guelfa (o torre degli Ubriachi/Obriachi), ingenerando non pochi errori nelle fonti sia cartacee che online. Le imboccature di borgo San Jacopo, via Guicciardini e via de' Bardi vennero infatti rettificate e ampliate, per dare maggior risalto al ponte Vecchio e alla torre dei Mannelli, sacrificando proprio il sito della duecentesca torre degli Obriachi, nel frattempo crollata. Dalle foto anteguerra si nota che infatti essa perfettamente in asse con il tracciato originario di borgo San Jacopo, leggermente più inclinato verso sud, e quindi posta a filo del precedente tracciato delle vie, dove oggi è la carreggiata allargata di via de' Bardi.